# Lewis Llewelyn Dillwyn
Lewis Llewelyn Dillwyn (19 mai 1814-19 juin 1892) est un industriel gallois et un homme politique libéral qui est député de Swansea pendant 37 ans.

## Jeunesse
Dillwyn est né à Swansea, au Pays de Galles, le quatrième des six enfants de Lewis Weston Dillwyn et de son épouse Mary Adams, fille naturelle du colonel John Llewelyn de Penllergaer et Ynysygerwn. Il a deux frères et trois sœurs. Son grand-père, William Dillwyn, est un quaker américain qui, aux côtés d'autres comme William Wilberforce, fait campagne pour l'abolition de la traite négrière. Son père a été envoyé à Swansea par son père William, pour reprendre la direction de la Cambrian Pottery, et vit à Sketty Hall. Il fait ses études à la Kilvert's Academy de Bath mais, après l'élection de son père au Parlement comme l'un des deux députés de Glamorgan en 1832, il choisit de suivre une carrière dans les affaires en prenant la direction de Cambrian Pottery, plutôt que d'entrer à l'Oriel College d'Oxford. comme cela était prévu. Son père est un ami du géologue Henry De la Beche et Dillwyn et De la Beche mènent des expériences sur des kaolins et des granites dans le but d'améliorer la production de faïence. Le 16 mars 1838, Dillwyn épouse Elizabeth, la fille de De la Beche, et, avec les conseils artistiques de sa femme, la poterie produit une gamme de magnifiques objets étrusques qui sont aujourd'hui une pièce de collection. Ils ont quatre enfants, dont la plus connue est Amy Dillwyn (en), et vivent dans la maison Hendrefoilan nouvellement construite à Sketty.

## Activités industrielles
Dillwyn prend la suite de son père et ses ancêtres quakers dans les activités de l'industrie, du commerce et la politique radicale, et joue un rôle majeur dans le développement industriel de Swansea. Il dirige la société Dillwyn and Richards à l'usine de fusion de Landore et commence à étendre ses activités industrielles dans le raffinage de l'argent. Plus tard, il forme une société avec William Siemens pour créer la Landore Siemens Steel Co. et, en 1874, cette entreprise est l'un des quatre plus grands producteurs au monde, employant quelque 2 000 travailleurs. Dans les années 1880, à la suite d'un ralentissement de l'industrie sidérurgique, Dillwyn concentre ses activités manufacturières sur ses usines de régule à Llansamlet (également dans la zone bâtie de Swansea), et devient bientôt l'un des principaux producteurs de zinc du pays. Dillwyn est également pendant de nombreuses années un administrateur actif de la Great Western Railway et président de la Glamorganshire Banking Co.

## Activités militaires
En 1859, il lève le 3e (Swansea Rifles) Glamorganshire Rifle Volunteers et est nommé capitaine. Les Swansea Rifles deviennent un bataillon à part entière. Dillwyn continue à commander l'unité (souvent connue sous le nom de « Dillwyn's ») pendant de nombreuses années, devenant lieutenant-colonel commandant en 1877 et colonel à part entière en 1888. En 1881, alors qu'il inspecte les troupes après une semaine d'entraînement, il tombe de cheval et est grièvement blessé mais il se remet cependant.

## Carrière politique
En 1837, à l'âge de 22 ans, Dillwyn devient magistrat du Glamorganshire et, en 1843 joue un rôle de premier plan aux côtés de son frère, John Dillwyn Llewelyn (qui a pris le nom de jeune fille de sa mère après avoir hérité du domaine de Penllegare) pour essayer d'empêcher les émeutes de Rebecca de dévaster Glamorgan comme elles l'avaient fait dans le Carmarthenshire voisin. Au cours des années 1840, il devient membre du conseil municipal de Swansea et du Swansea Harbour Trust. En 1848, il est maire de Swansea, année au cours de laquelle la British Association tient sa réunion annuelle dans la ville. En 1852, il s'entretient avec Edwin Chadwick de la construction d'un système d'égouts moderne à Swansea.
En 1855, il est élu député du district de Swansea, succédant à JH Vivian qui occupait ce siège depuis 1832. Il conserve le siège pendant 37 ans et pendant toutes ces années, sauf les dernières, avec peu de concurrence. Au Parlement, Dillwyn s'est bâti une réputation dans les années 1860 en tant que radical avancé et, au moins jusqu'à l'élection d'hommes tels que Henry Richard, il est considéré comme le chef du Parti libéral gallois. Ce n'est pas un grand orateur, une nécrologie fait même allusion à sa « remarquable incapacité à prononcer un discours cohérent ». Il est significatif qu'il soit anglican et cela rend plus efficace son soutien aux campagnes de la Société de Libération contre le statut de cette Église établie. Il présente des projets de loi en 1860 et 1863 pour permettre aux dissidents d'être élus administrateurs des écoles dotées et sa motion sur l'Église d'Irlande (28 mars 1865) influence la démarche progressive de Gladstone vers la dissolution. À partir de 1870, il soutient d'abord la suppression de l'Église galloise (Église anglicane du Pays de Galles), en 1873 il propose un amendement anticlérical à la loi sur les écoles dotées et à partir de 1883, il propose chaque année une telle suppression.
Au cours de cette période, Dillwyn en vient à être considéré comme un radical notoire et est un partisan actif du Reform Act de 1867. Lors de l'adoption de la Deuxième réforme, l'implication de Bill Dillwyn en tant que membre dirigeant de la cabale « Tea Room » de libéraux mécontents en avril 1867 contribue à instaurer le droit de vote par foyer, une mesure qui conduit à une augmentation du jour au lendemain de l'électorat urbain dans toute la Grande-Bretagne. Aux élections générales de 1865, il joue un rôle déterminant dans la promotion de la candidature dans le Cardiganshire d'Evan Matthew Richards, un autre industriel de Swansea. Cette élection est marquée par des allégations d'influence religieuse et d'intimidation. Au Parlement, Dillwyn défend la cause des agriculteurs du Cardiganshire qui ont été expulsés pour leurs votes lors des élections de 1868. De même, dans les années 1880, il soutient les locataires du Denbighshire qui militent contre la dîme. En 1887, lui et Stuart Rendel affirment le soutien du Parti libéral gallois au Home Rule irlandais.
Après la loi de 1885 sur la redistribution des sièges, la troisième loi de réforme, Dillwyn devient député du nouveau siège de Swansea Town de 1885 à 1892. Dillwyn se heurte en 1885 à un conservateur peu connu de 22 ans, W.H. Meredyth, qui appartient à une grande famille anglo-irlandaise, soutenu par des aristocrates venus à Swansea. Il est réélu avec une majorité réduite.

## Activités scientifiques
Dillwyn est un membre éminent de l'Aborigines' Protection Society, un membre de la Linnean Society et un membre de la Société géologique de Londres et prononce des conférences sur l'ornithologie et l'histoire naturelle à la Royal Institution of South Wales. L'une des conférences porte sur Labuan, une petite colonie britannique à côté de Bornéo. Dillwyn, en collaboration avec James Motley, membre du RISW, publie un volume illustré, destiné à être le premier d'une série, sur l'histoire naturelle de Labuan. Dans le domaine de l'ornithologie, Dillwyn a également nommé les espèces d'oiseaux Megapodius cumingii (mégapode philippin) et Copsychus stricklandii (Shama à couronne blanche). Il est également photographe, son frère John Dillwyn Llewelyn étant un photographe et botaniste pionnier.

## Mort et héritage

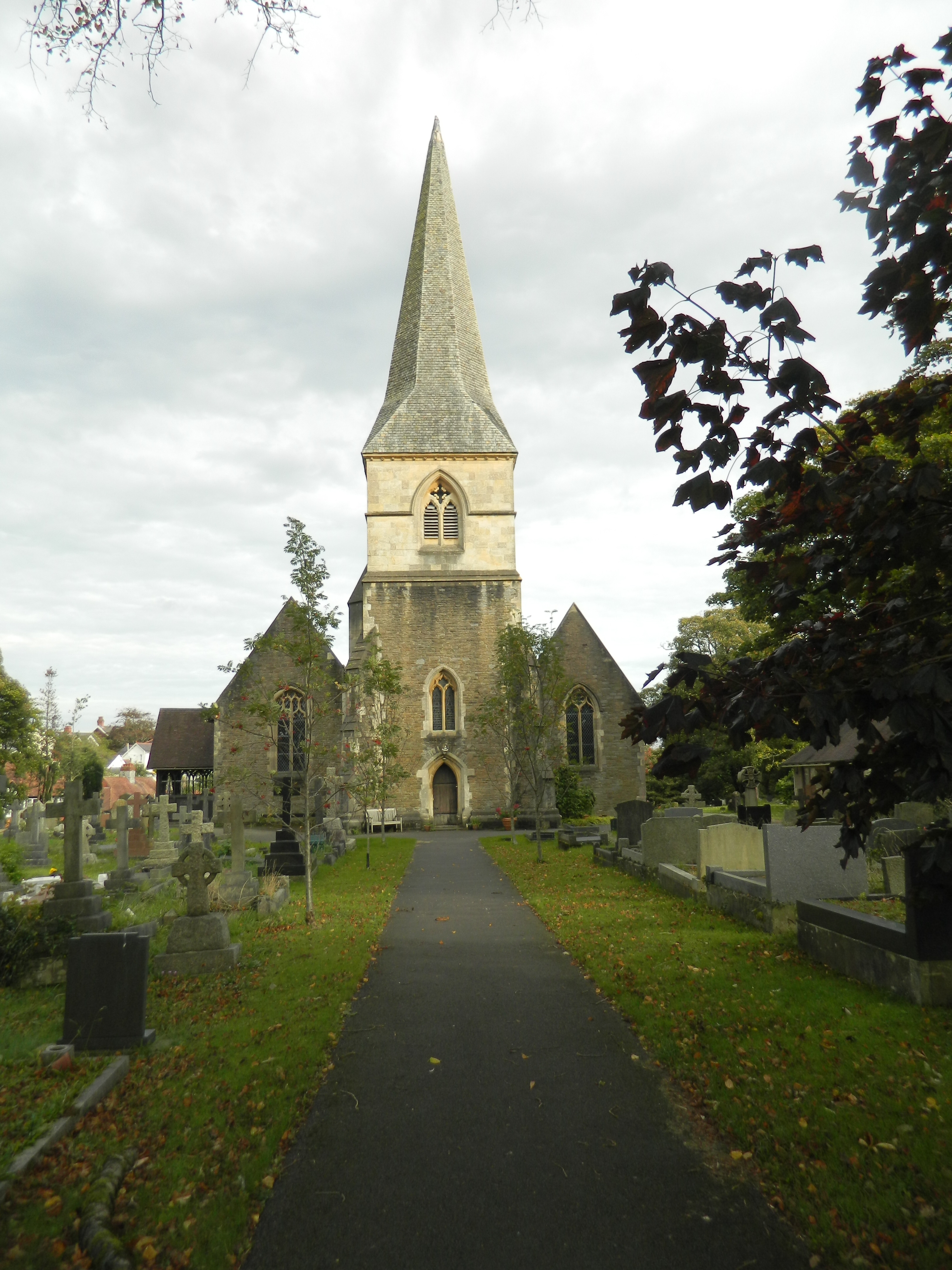
Cimetière Saint-Paul près de sa route éponyme à Sketty, qui couvre l'ouest immédiat de Swansea

Dillwyn, âgé de 78 ans, avait bien l'intention de se présenter aux élections de 1892 malgré une opposition active. Le 1er juin, une assemblée générale des conservateurs de Swansea et des unionistes libéraux, alliés contre le Home Rule irlandais, décide d'investir F. Ormesby-Gore.
Le 18 juin, il assiste à une réunion au Swansea Liberal Club où David Randell est réinvesti comme candidat pour la circonscription de Gower et prononce un discours. Plus tard dans la soirée, il assiste à une réunion pour planifier sa propre campagne au cours de laquelle il perd connaissance. Il est décédé le lendemain au Royal Hotel de Swansea.
Ses funérailles et son enterrement au cimetière St Paul, à Sketty, sont en grande partie privés, à la demande de sa famille. Sa disparition suscite « de nombreux commentaires » dans les cercles radicaux. Son fils unique, Harry, un avocat alcoolique et une fille sont décédés avant lui, mais il laisse deux filles : l'aînée, Mary, l'alpiniste et entomologiste (Mary De la Beche Nicholl), et la romancière Elizabeth Amy Dillwyn. Le domaine Hendrefoilan, Merthyr Mawr près de Bridgend, passe au petit-fils de Dillwyn, John Nicholl, le fils de Mary,. Mary, qui devient veuve deux ans plus tard, poursuit l'intérêt de son père pour l'histoire naturelle et, plus tard, s'installe au « Cottage » sur le domaine.
L'année de la mort de Dillwyn, son neveu, John T.D. Llewelyn, est choisi par les conservateurs locaux. Battu de justesse par le libéral RD Burnie, il remporte la victoire en 1895.